# Забулга
Забулга — населённый пункт в Татарском районе Новосибирской области. Входит в Дмитриевский сельсовет.

## Население
| 2002 | 2007 | 2010 |
| ---- | ---- | ---- |
| 5    | ↘0   | →0   |

## Инфраструктура
На остановочной платформе по данным на 2007 год отсутствует социальная инфраструктура.